# Diócesis de Nottingham
La diócesis de Nottingham (en latín: Dioecesis Nottinghamensis y en inglés: Roman Catholic Diocese of Nottingham) es una circunscripción eclesiástica de la Iglesia católica en el Reino Unido. Se trata de una diócesis latina, sufragánea de la arquidiócesis de Westminster. Desde el 14 de mayo de 2015 su obispo es Patrick McKinney.

## Territorio y organización
La diócesis tiene 13 000 km² y extiende su jurisdicción sobre los fieles católicos de rito latino residentes en Inglaterra en los condados de Nottinghamshire (excepto el distrito de Bassetlaw), Leicestershire, Derbyshire, Rutland y Lincolnshire.
La sede de la diócesis se encuentra en la ciudad de Nottingham, en donde se halla la Catedral de San Bernabé.
En 2023 en la diócesis existían 106 parroquias.

## Historia
La diócesis fue erigida el 29 de septiembre de 1850 mediante el breve Universalis Ecclesiae del papa Pío IX, obteniendo el territorio del vicariato apostólico del Distrito Central (del cual también se originó la diócesis de Birmingham) y del vicariato apostólico del Distrito Este (del cual también se originó la diócesis de Northampton).
El 30 de mayo de 1980 la diócesis cedió una parte de su territorio para la erección de la diócesis de Hallam mediante la bula Qui arcano Dei del papa Juan Pablo II.

## Estadísticas
Según el Anuario Pontificio 2024 la diócesis tenía a fines de 2023 un total de 164 000 fieles bautizados.
| Año                                                                             | Población            | Población | Población      | Sacerdotes | Sacerdotes    | Sacerdotes    | Bautizados por sacerdote | Diáconos permanentes | Religiosos | Religiosos | Parroquias |
| Año                                                                             | Bautizados católicos | Total     | % de católicos | Total      | Clero secular | Clero regular | Bautizados por sacerdote | Diáconos permanentes | Varones    | Mujeres    | Parroquias |
| ------------------------------------------------------------------------------- | -------------------- | --------- | -------------- | ---------- | ------------- | ------------- | ------------------------ | -------------------- | ---------- | ---------- | ---------- |
| 1950                                                                            | 67 745               | 2 653 757 | 2.6            | 239        | 141           | 98            | 283                      |                      | 196        | 418        | 90         |
| 1970                                                                            | 150 479              | 2 991 344 | 5.0            | 299        | 180           | 119           | 503                      |                      | 176        | 489        | 122        |
| 1980                                                                            | 150 293              | 3 535 000 | 4.3            | 269        | 173           | 96            | 558                      |                      | 128        | 449        | 132        |
| 1990                                                                            | 122 686              | 3 375 000 | 3.6            | 210        | 142           | 68            | 584                      | 2                    | 95         | 336        | 116        |
| 1999                                                                            | 142 600              | 3 560 000 | 4.0            | 189        | 136           | 53            | 754                      | 14                   | 70         | 231        | 113        |
| 2000                                                                            | 138 800              | 3 560 000 | 3.9            | 187        | 136           | 51            | 742                      | 14                   | 67         | 230        | 113        |
| 2001                                                                            | 138 800              | 3 560 000 | 3.9            | 182        | 130           | 52            | 762                      | 27                   | 67         | 225        | 113        |
| 2002                                                                            | 138 800              | 3 560 000 | 3.9            | 177        | 127           | 50            | 784                      | 26                   | 65         | 204        | 113        |
| 2003                                                                            | 137 000              | 3 590 000 | 3.8            | 178        | 128           | 50            | 769                      | 26                   | 64         | 190        | 112        |
| 2004                                                                            | 134 470              | 3 609 000 | 3.7            | 176        | 130           | 46            | 764                      | 26                   | 58         | 189        | 112        |
| 2013                                                                            | 155 000              | 4 500 000 | 3.4            | 177        | 133           | 44            | 875                      | 40                   | 54         | 40         | 108        |
| 2016                                                                            | 160 000              | 4 535 000 | 3.5            | 152        | 110           | 42            | 1052                     | 45                   | 51         | 40         | 108        |
| 2019                                                                            | 163 230              | 4 626 875 | 3.5            | 149        | 135           | 14            | 1095                     | 51                   | 25         | 36         | 114        |
| 2021                                                                            | 164 600              | 4 668 240 | 3.5            | 169        | 130           | 39            | 973                      | 47                   | 48         | 87         | 112        |
| 2023                                                                            | 164 000              | 4 668 000 | 3.5            | 159        | 119           | 40            | 1031                     | 45                   | 49         | 87         | 106        |
| Fuente: Catholic-Hierarchy, que a su vez toma los datos del Anuario Pontificio. |                      |           |                |            |               |               |                          |                      |            |            |            |

## Episcopologio

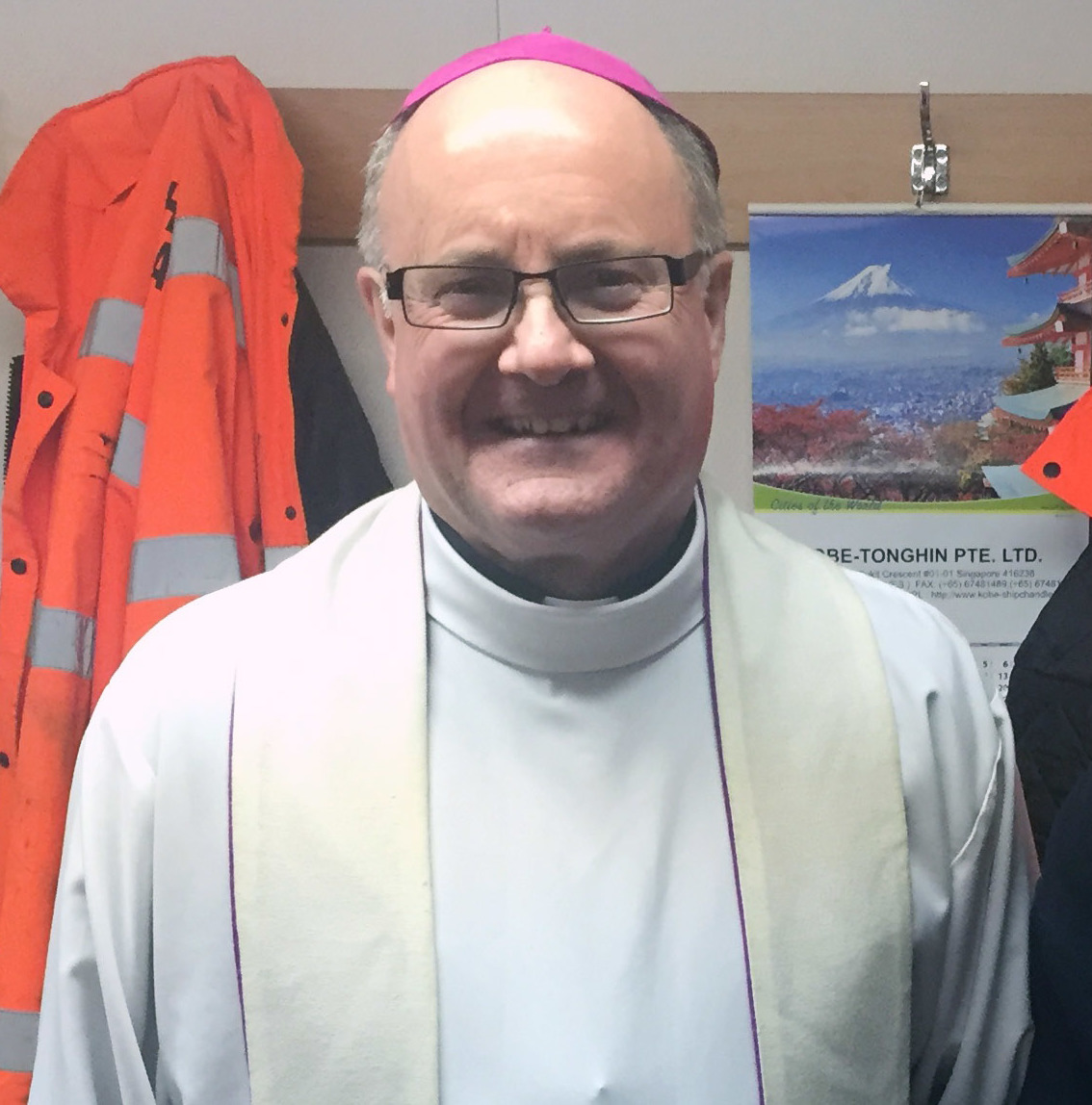
Patrick McKinney, obispo de Nottingham desde 2015

- Joseph William Hendren, O.F.M. † (22 de junio de 1851-23 de febrero de 1853 renunció)
- Richard Butler Roskell † (29 de julio de 1853-21 de septiembre de 1874 renunció[nota 1])
- Edward Gilpin Bagshawe, C.O. † (12 de octubre de 1874-25 de noviembre de 1901 renunció[nota 2])
- Robert Brindle † (6 de diciembre de 1901-1 de junio de 1915 renunció[nota 3])
- Thomas Dunn † (3 de enero de 1916-21 de septiembre de 1931 falleció)
- John Francis McNulty † (13 de mayo de 1932-8 de junio de 1943 falleció)
- Edward Ellis † (18 de marzo de 1944-31 de octubre de 1974 retirado)
- James Joseph McGuinness † (31 de octubre de 1974 por sucesión-7 de noviembre de 2000 retirado)
- Malcolm Patrick McMahon, O.P. (7 de noviembre de 2000-21 de marzo de 2014 nombrado arzobispo de Liverpool)
- Patrick McKinney, desde el 14 de mayo de 2015